# Lista de representantes permanentes da Nova Zelândia nas Nações Unidas
Esta é uma lista de representantes permanentes da Nova Zelândia, ou outros chefes de missão, junto da Organização das Nações Unidas em Nova Iorque.
A Nova Zelândia foi um dos Estados fundadores das Nações Unidas e é membro desde 24 de outubro de 1945.
| Início | Término | Representante permanente (Chefe de missão) | Cargo                        | Credenciais |
| ------ | ------- | ------------------------------------------ | ---------------------------- | ----------- |
| 1949   | 1952    | Carl Berendsen                             | Representante permanente     |             |
| 1952   | 1958    | Leslie Munro                               | Representante permanente     |             |
| 1958   | 1962    | Foss Shanahan                              | Representante permanente     |             |
| 1962   | 1967    | Frank Corner                               | Representante permanente     |             |
| 1967   | 1968    | Charles Craw                               | Representante permanente     |             |
| 1968   | 1969    | Norm Farrell                               | Encarregado de negócios a.i. | -           |
| 1969   | 1973    | John Scott                                 | Representante permanente     |             |
| 1973   | 1978    | Malcolm Templeton                          | Representante permanente     |             |
| 1978   | 1982    | Tim Francis                                | Representante permanente     |             |
| 1982   | 1985    | Bryce Harland                              | Representante permanente     |             |
| 1985   | 1988    | David McDowell                             | Representante permanente     |             |
| 1988   | 1990    | Ann Hercus                                 | Representante permanente     |             |
| 1990   | 1993    | Terence O'Brien                            | Representante permanente     |             |
| 1993   | 1996    | Colin Keating                              | Representante permanente     |             |
| 1996   | 2001    | Michael Powles                             | Representante permanente     | 1996-09-04  |
| 2001   | 2005    | Donald James MacKay                        | Representante permanente     | 2001-01-10  |
| 2005   | 2009    | Rosemary Banks                             | Representante permanente     | 2005-06-08  |
| 2009   | 2015    | Jim McLay                                  | Representante permanente     | 2009-07-17  |
| 2015   | 2017    | Gerard van Bohemen                         | Representante permanente     | 2015-05-11  |
| 2017   | -       | Craig Hawke                                | Representante permanente     |             |